# Аякучо (регион)
Аяку́чо (исп. Ayacucho) — регион на юге Перу, в высокогорьях Анд. Площадь — 44 тысячи км², население — около 620 тысяч человек. Административный центр — Аякучо. Экономическая специализация — сельское хозяйство и добыча полезных ископаемых.

## География
Большая часть региона находится на высокогорном, сильно расчлененном плато в центральных Андах. Преобладающая растительность — ксерофитные пуны, на севере — горные альпийские луга и поля, усеянные киноа, на юге — горные пустыни. Северо-восток сильно расчленен, территория постепенно опускается к зоне высокогорных тропических лесов. Здесь же находится самый низкий участок региона — долины рек Апуримак и Мантаро. Юг расчленен сильнее всего, здесь расположены глубочайшие каньоны.
Климат прохладный, но мягкий. Среднегодовая температура — 14-15 °C. На севере выпадает большое количество осадков и наблюдается высокая облачность, тогда как в центральной части и на юге климат засушливый, с большим количеством ясных дней, но достаточно холодный (среднегодовая температура — 10-11 °C).
Крупные реки: Апуримак, Мантаро, Пампамарка, Сондондо, Луканас и Пампас. Крупное озеро — Паринакочаc.
Горные вершины: Португеса (5167 м), вулканы Сара-Сара (5505 м) и Аукуихуато (4980 м).

## История

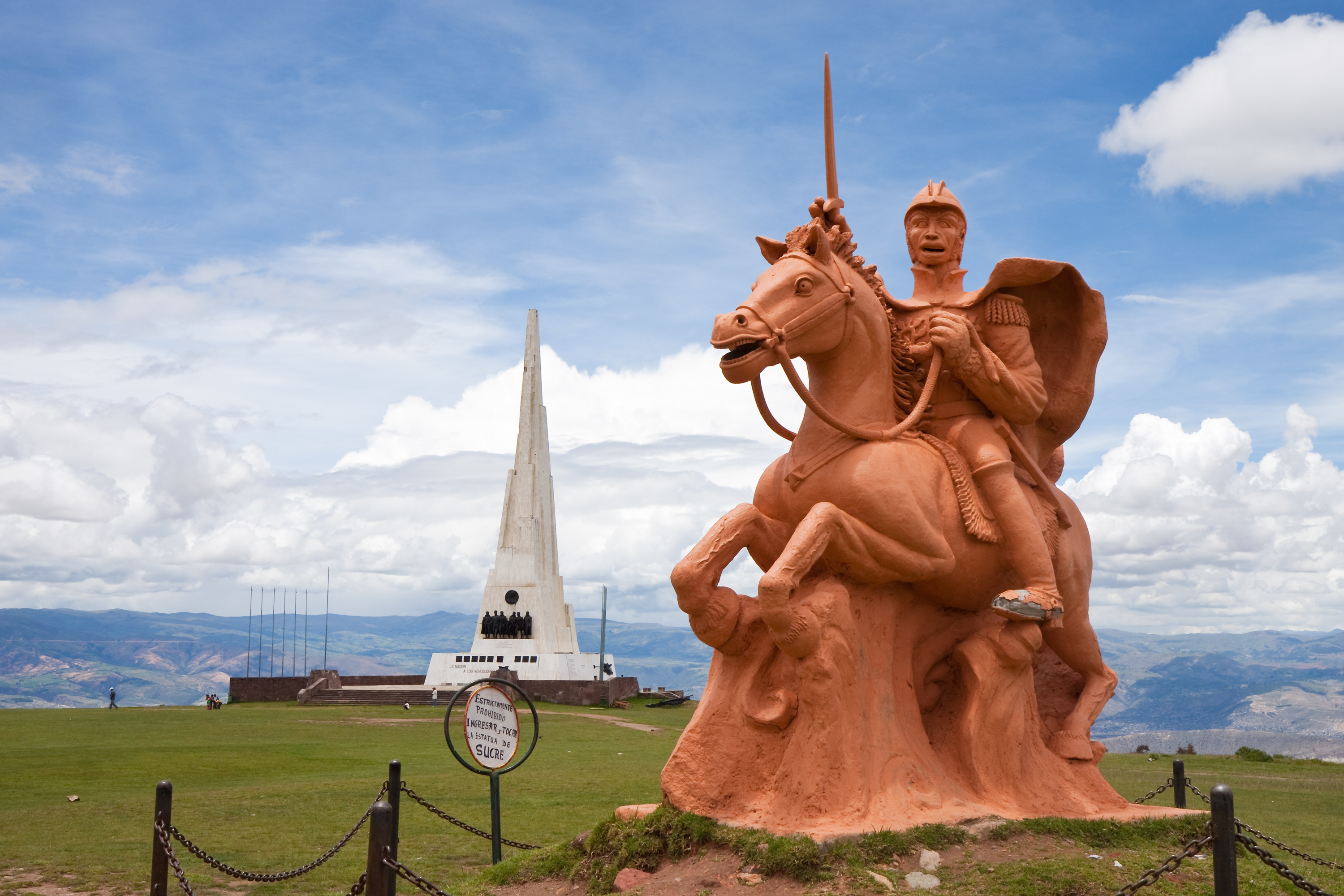
Обелиск в честь победы в битве при Аякучо и памятник Хосе Сукре

На территории региона находится несколько археологических памятников: Пикимачай, Инкауаси, Пумакоча, Вилькасуаман.
Административный центр региона, город Аякучо, был основан испанцами 25 апреля 1540 года и носил название Уаманга до 1824 года.
9 декабря 1824 года на равнине Кинуа произошла битва при Аякучо, в которой освободительные войска Симона Боливара под командованием Антонио Хосе Сукре одержали окончательную победу над испанскими войсками, тем самым подарив независимость Перу.

## Население
Население — 616 тысяч человек (по данным переписи 2017 года). С момента переписи 2007 года численность населения почти не изменилась, во всех провинциях кроме Уаманга численность населения убывает. Большая часть населения сконцентрирована на севере, в том числе в городе Аякучо и его окрестностях. Плотность населения — 14 чел/км²: на севере от 14 до 95 чел/км², в центре и на юге — от 3 до 6 чел/км². Уровень урбанизации — 58,1 %.
Половая структура: 50,6 % — женщины, 49,4 % — мужчины. Доля детей до 14 лет — 28,6 %. Уровень грамотности — 83,3 %.
Национальный состав однородный: кечуа — 83,1 %, метисы — 13,4 %. Конфессиональный состав: католики (75,6 %), протестанты (20,5 %).

## Административное деление
Регион разделен на 11 провинций и 111 районов.
| №  | Провинции             | Административный центр | Число районов | Население | Карта провинций |
| -- | --------------------- | ---------------------- | ------------- | --------- | --------------- |
| 1  | Кангальо              | Кангальо               | 6             | 30 443    |                 |
| 2  | Уаманга               | Аякучо                 | 15            | 282 194   |                 |
| 3  | Уанкасанкос           | Уанкасанкос            | 4             | 8 409     |                 |
| 4  | Уанта                 | Уанта                  | 8             | 89 466    |                 |
| 5  | Ла-Мар                | Сан-Мигель             | 8             | 70 653    |                 |
| 6  | Луканас               | Пукио                  | 21            | 51 328    |                 |
| 7  | Паринакочас           | Коракора               | 8             | 27 659    |                 |
| 8  | Паукар-дель-Сара-Сара | Пауса                  | 10            | 9 609     |                 |
| 9  | Сукре                 | Керобамба              | 11            | 9 445     |                 |
| 10 | Виктор-Фахардо        | Уанкапи                | 12            | 20 109    |                 |
| 11 | Вилькасуаман          | Вилькасуаман           | 8             | 16 861    |                 |

## Транспорт
Аэропорт в городе Аякучо. Автомобильное сообщение.

## Достопримечательности и туризм

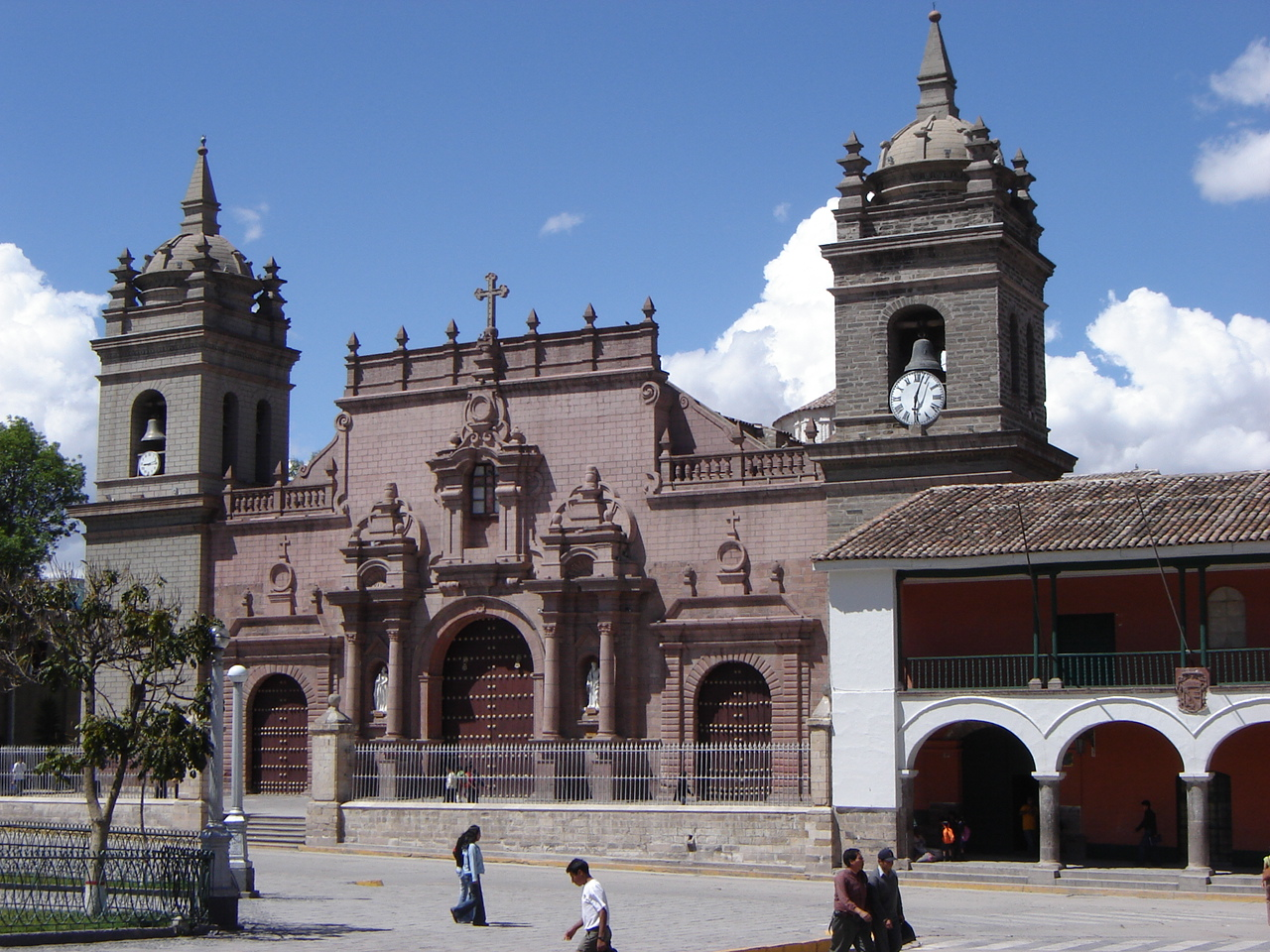
Кафедральный собор на центральной площади Аякучо

Регион Аякучо известен своими красивыми видами и прекрасным климатом. Здесь произрастает большое количество кактусов.
- Город Аякучо называют «городом церквей, искусств и танца гуайно». В Аякучо 37 церквей, украшенных искусными иконостасами и алтарями. На главной площади находится памятник Антонио Хосе де Сукре, кафедральный собор постройки 1641 года, ратуша, старое здание Национального университета Сан Кристобаль де Уаманга и музей народных промыслов, церковь святого Франциска де Паула. Стоит посетить рынок и церковь святой Клары (1568 г.), дворец маркиза де Мособамба, исторический музей.

Район Санта-Ана, расположенный в 10 минутах от центра города, известен своими ремесленниками, изготавливающими ткани, изделия из глины и алебастра.
- В 32 км от Аякучо установлен памятник в честь победы освободительных войск Перу 1824 года и открыт небольшой музей. Неподалёку находятся развалины Вилькасуамана.
- Национальный парк Титанкайок.
- Религиозные празднества во время Страстной недели в марте-апреле. Улицы покрывают коврами из лепестков цветов и ежедневно проводят религиозные шествия по городу.
- Степная равнина Кинуа

## Галерея

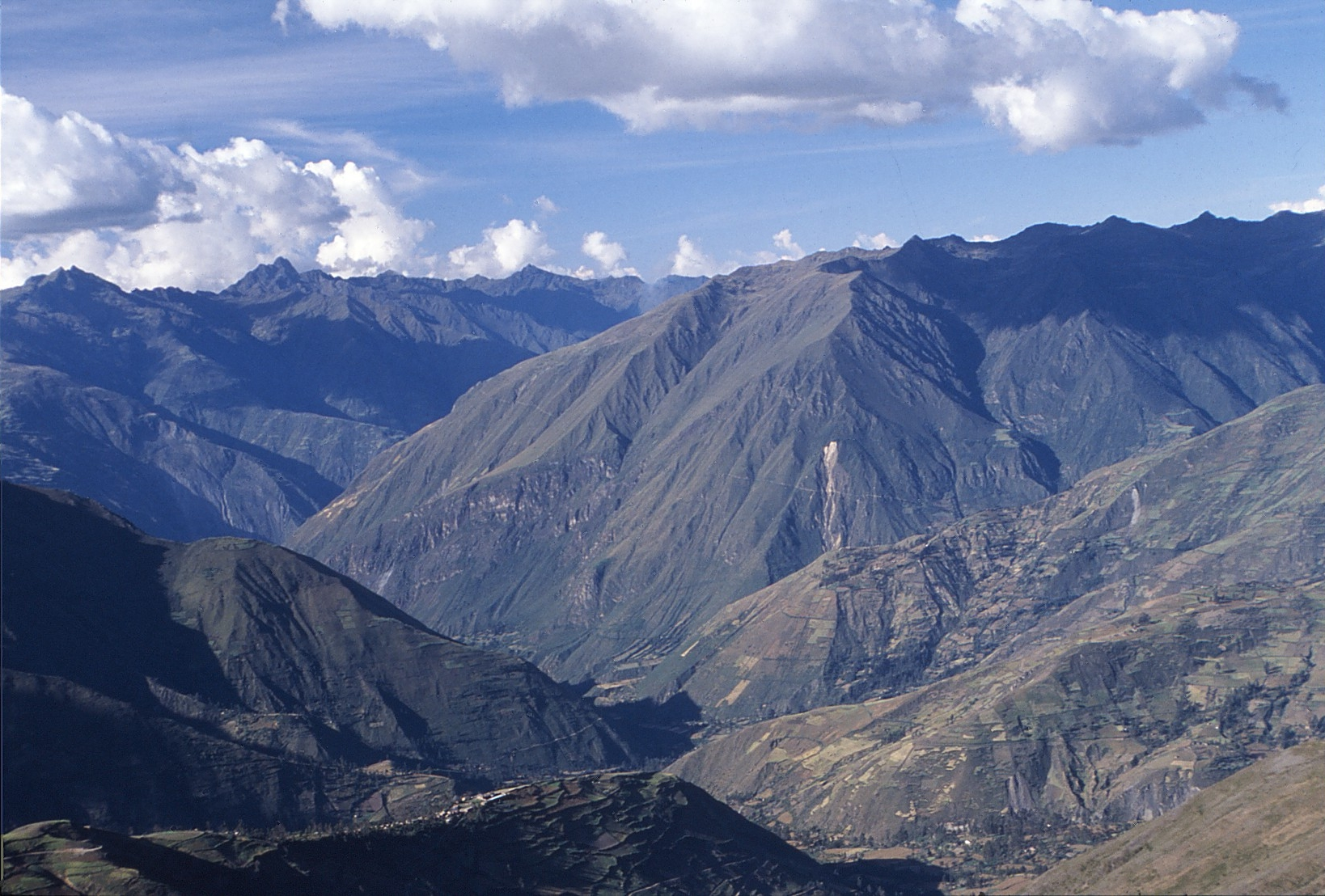
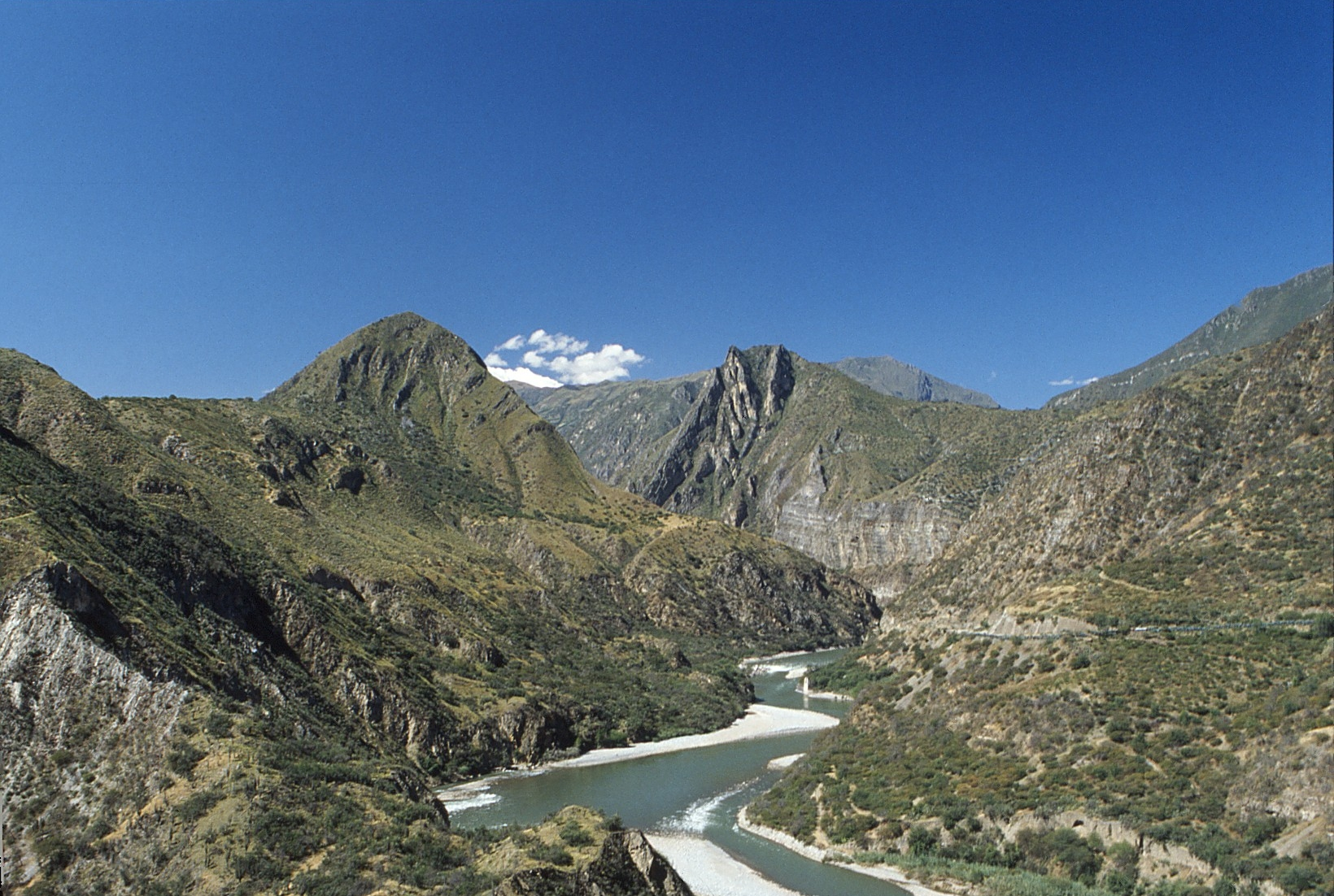
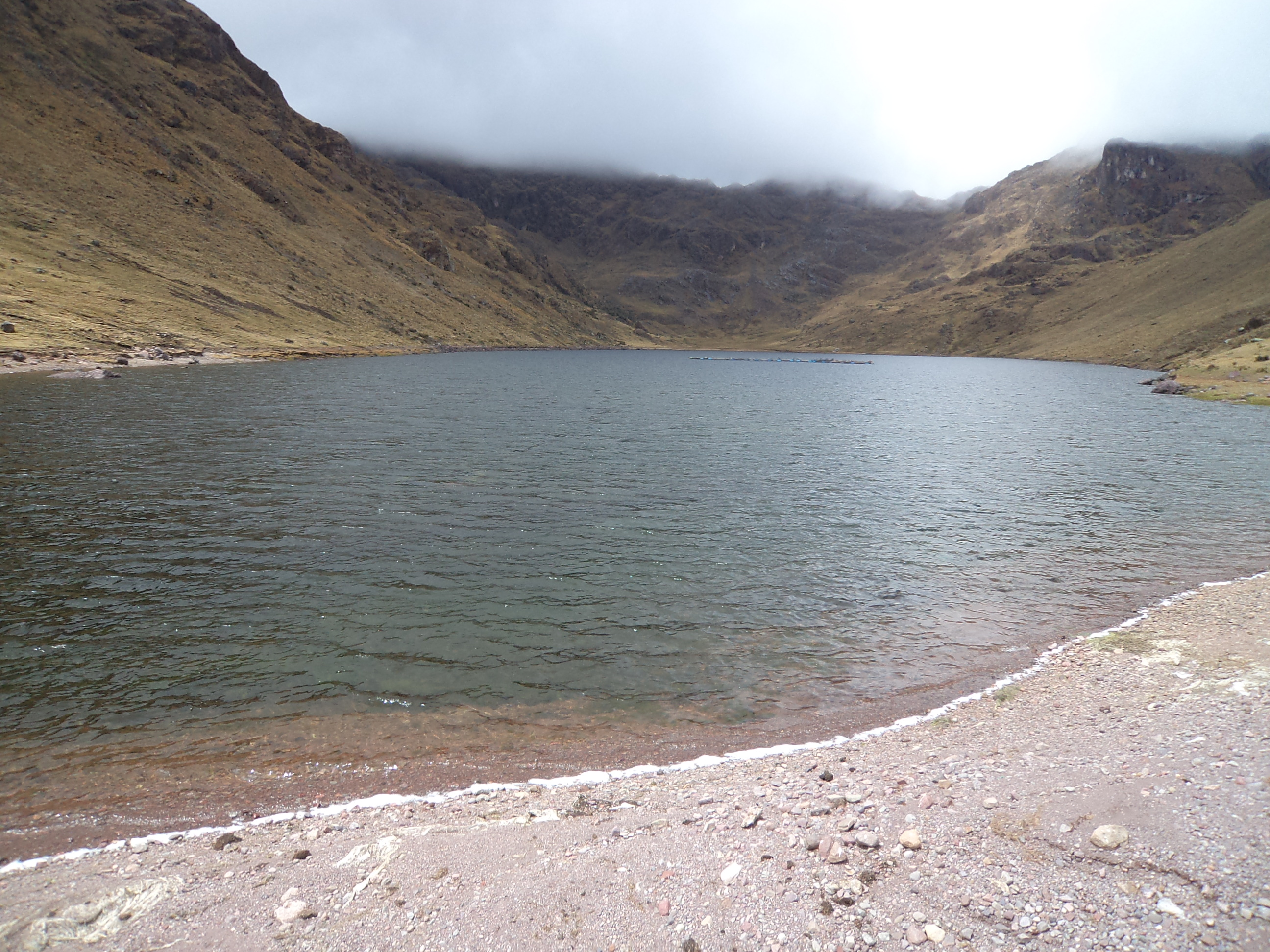
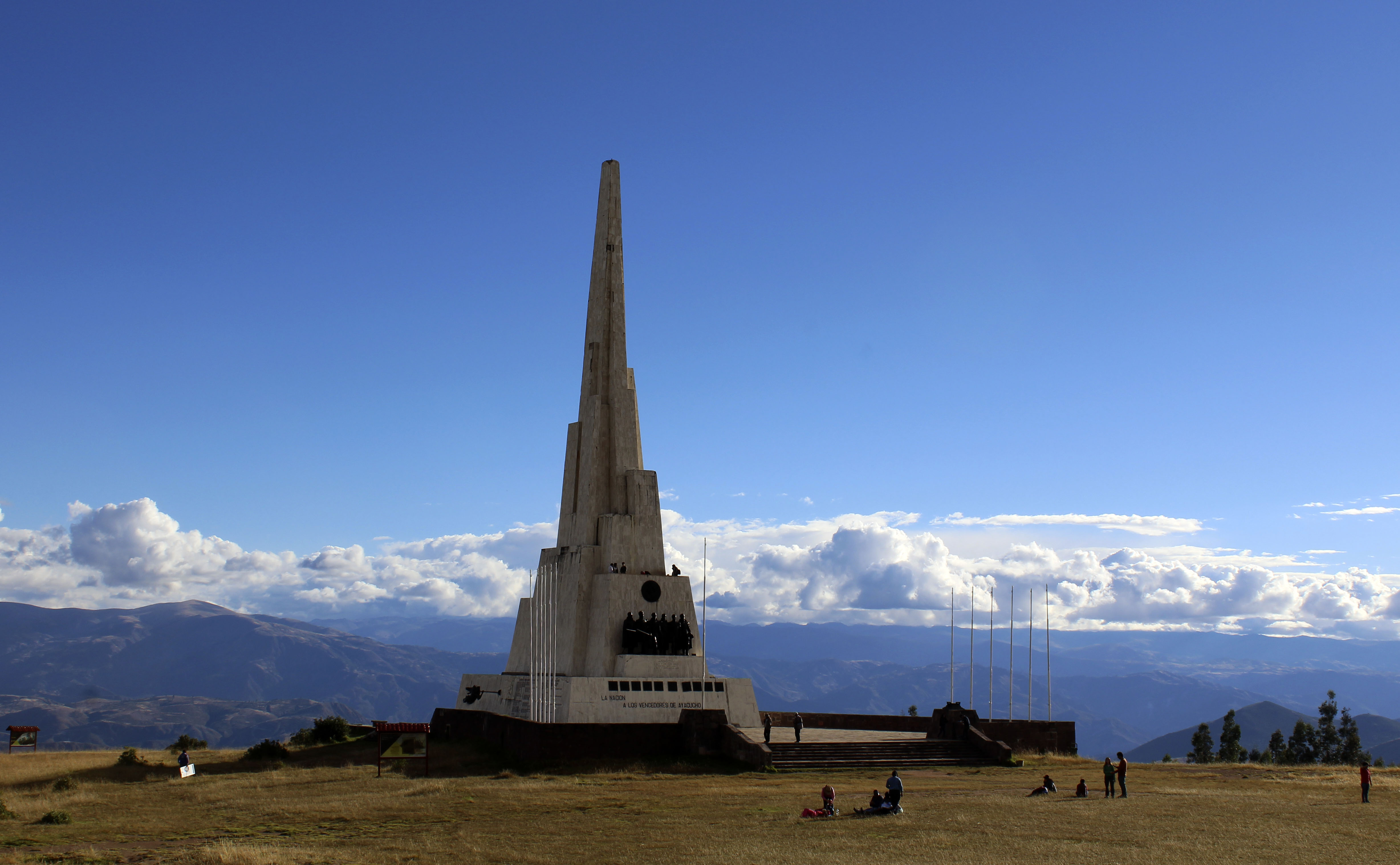
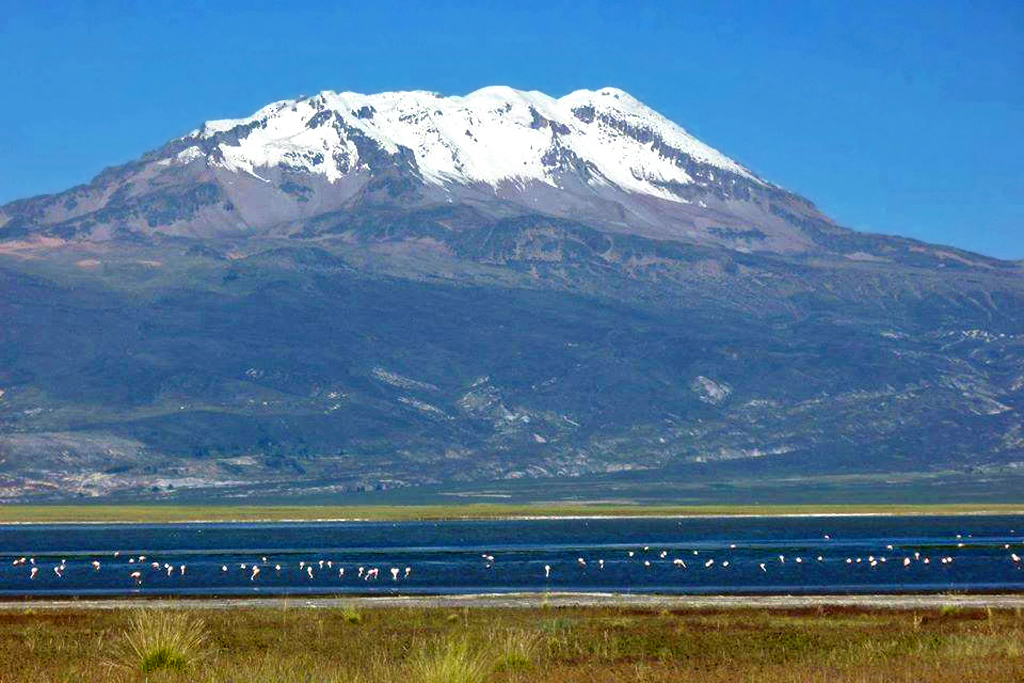
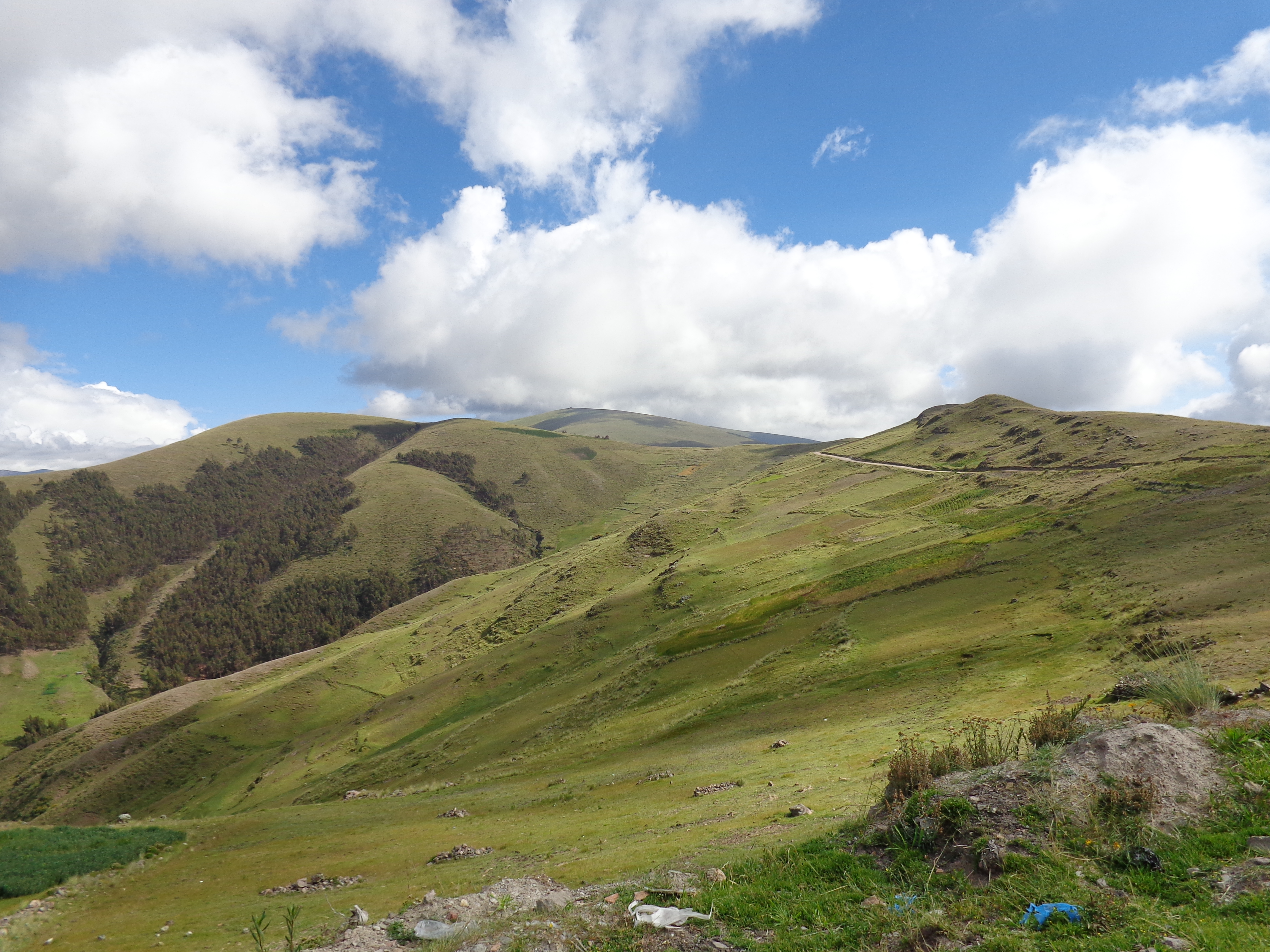
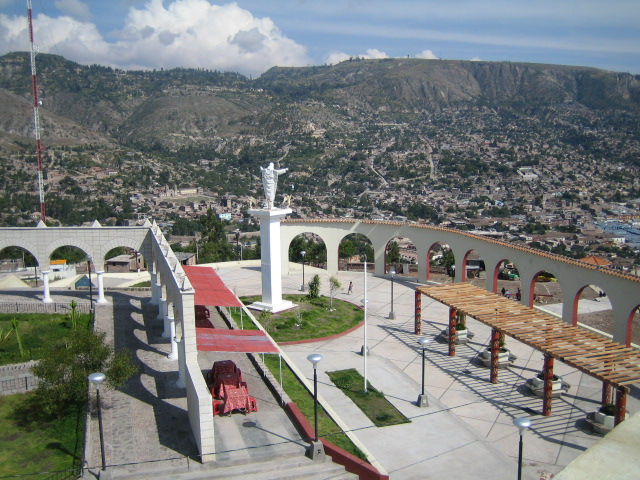
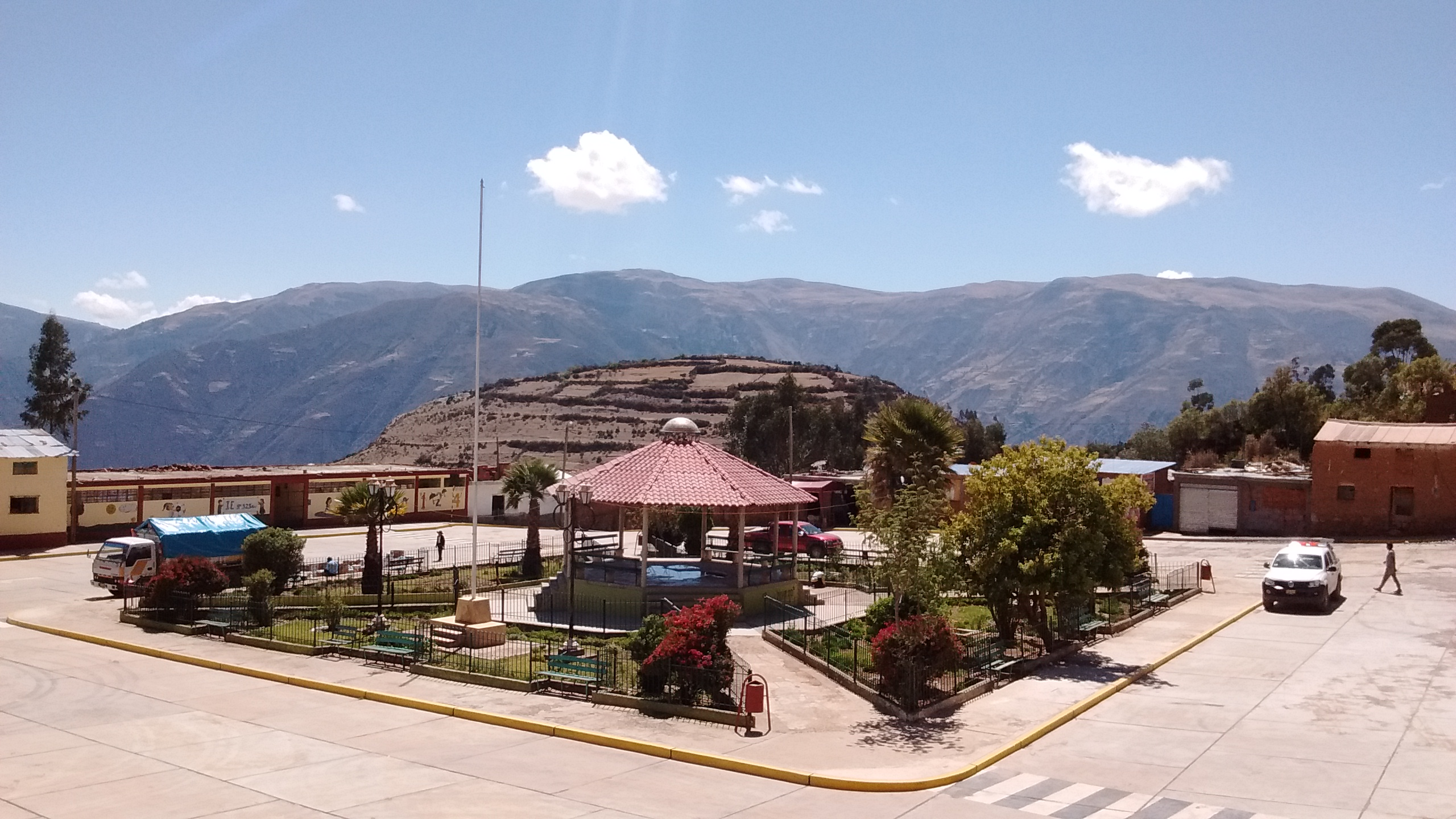
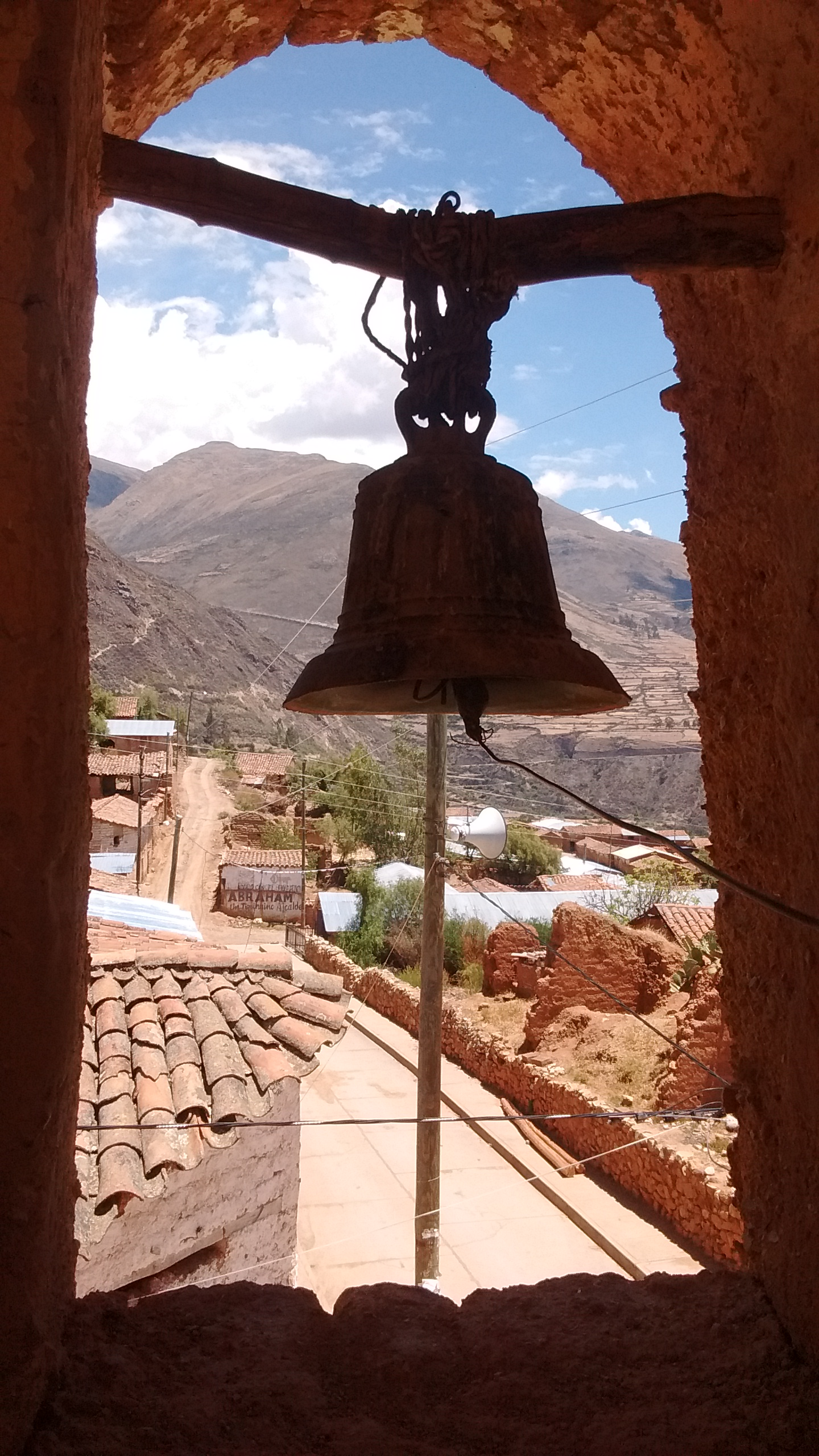
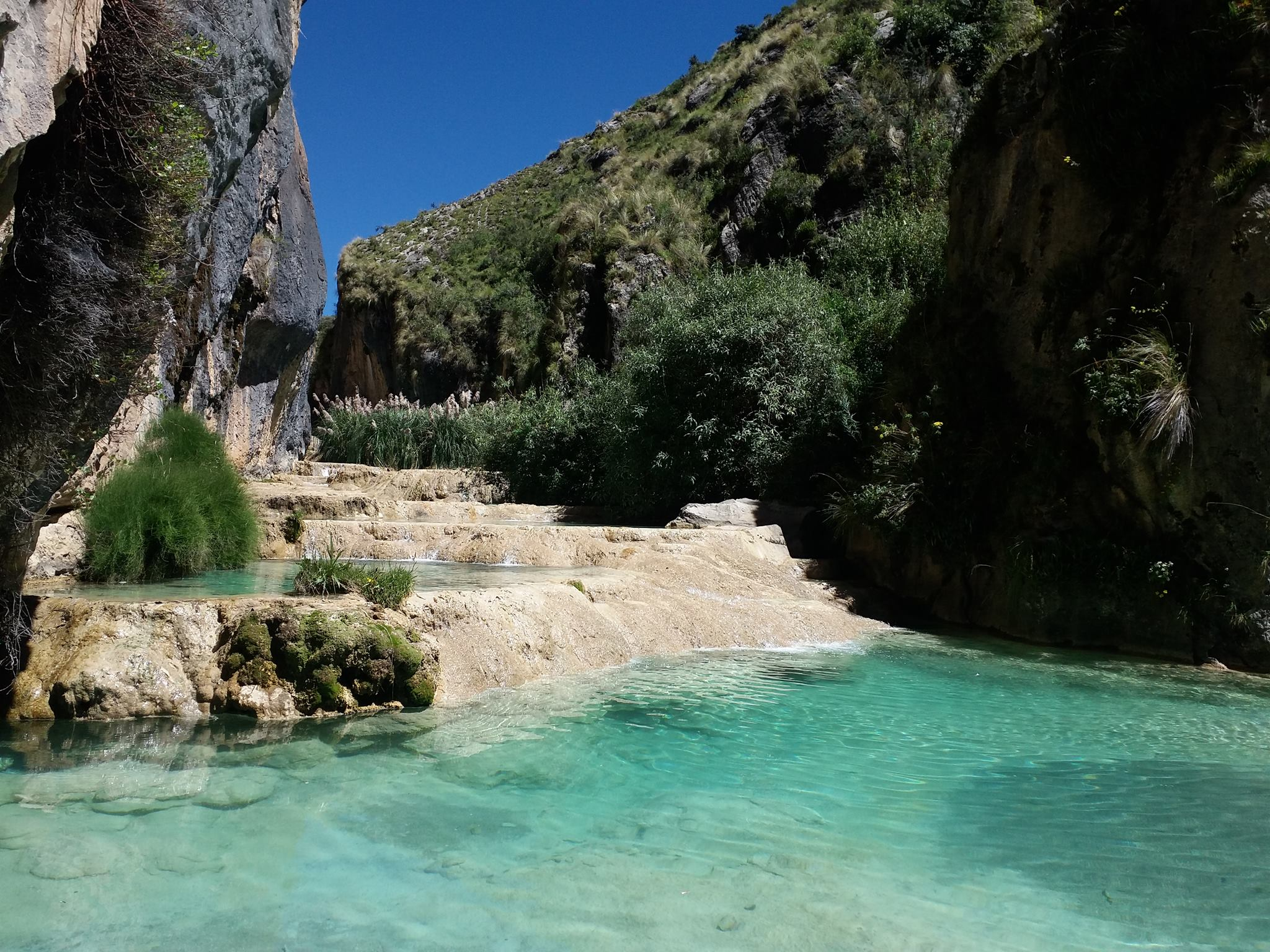
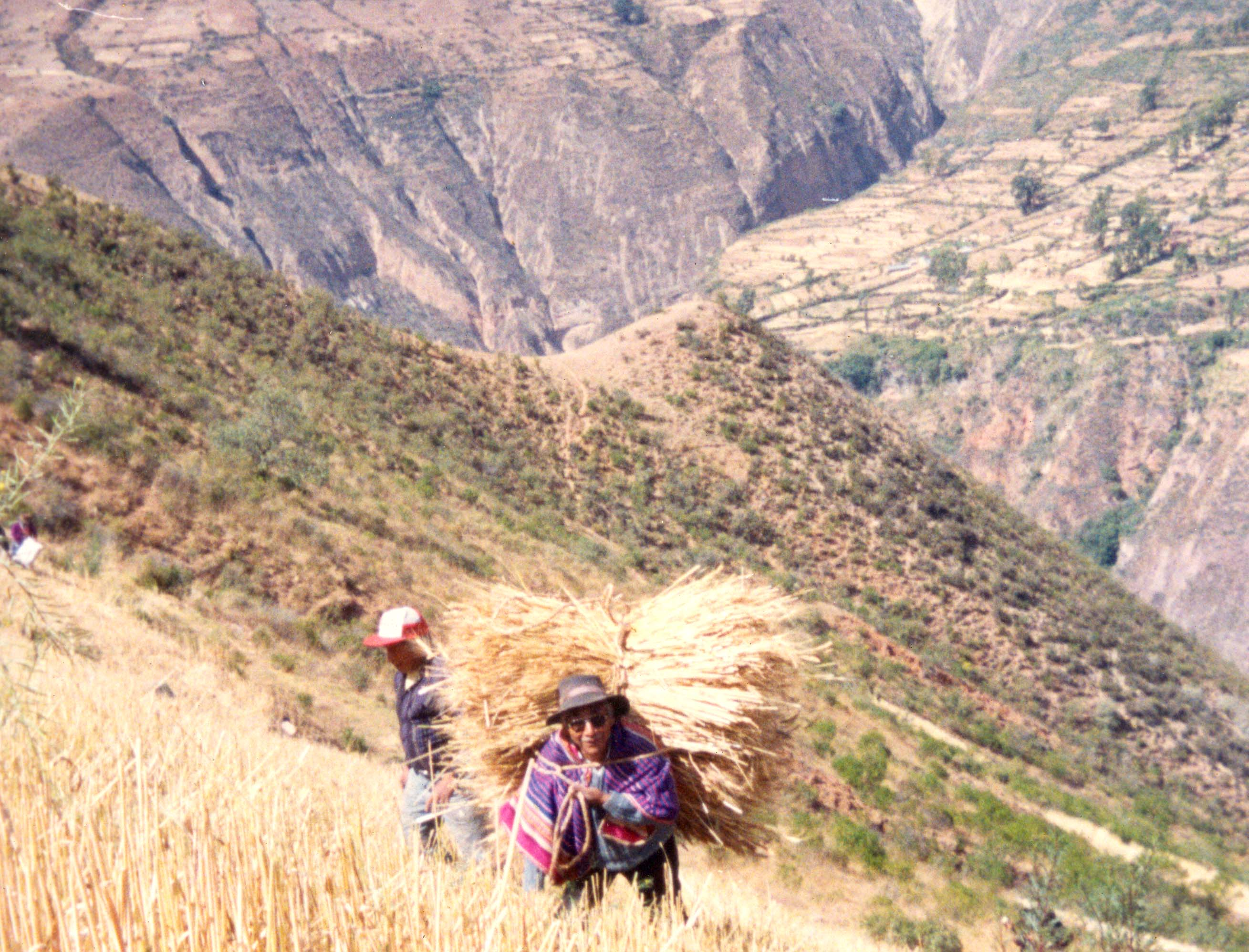
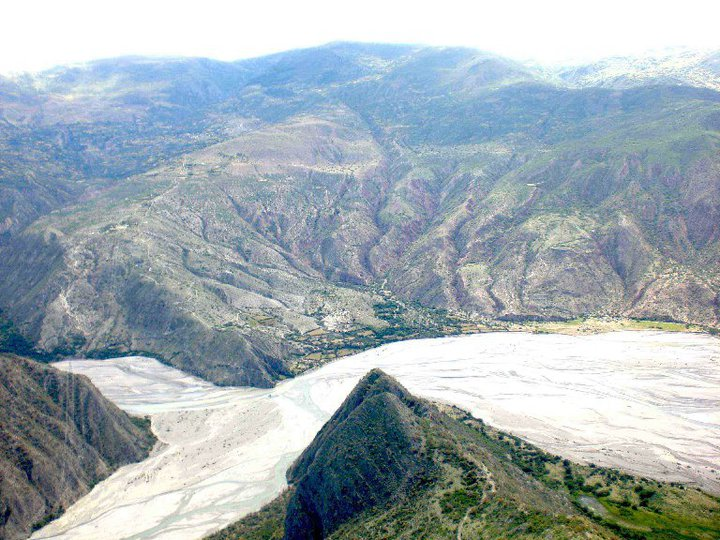
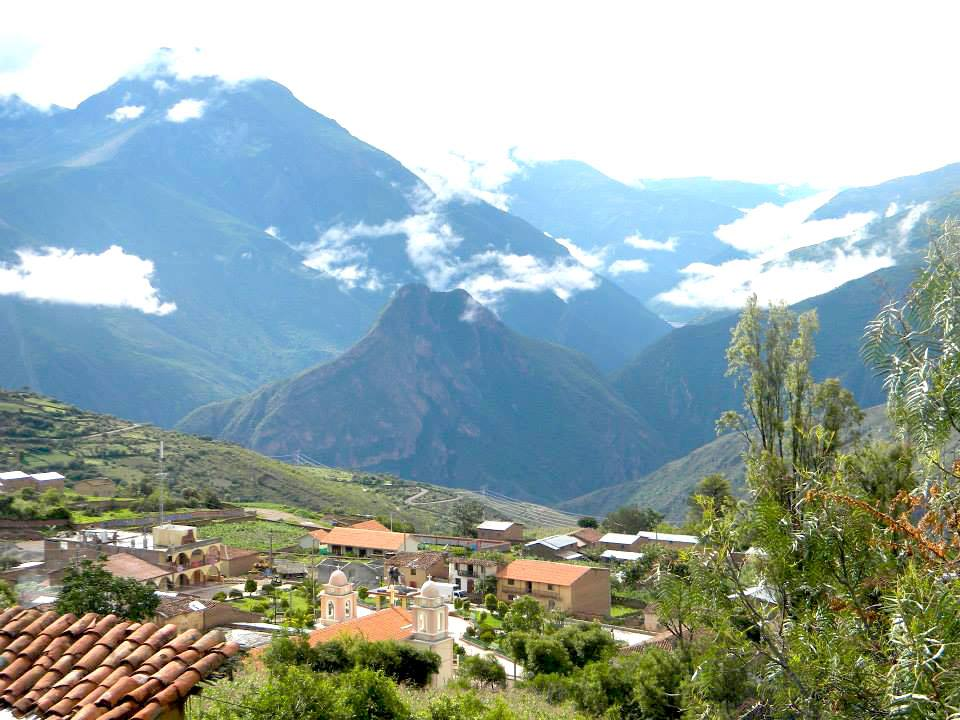
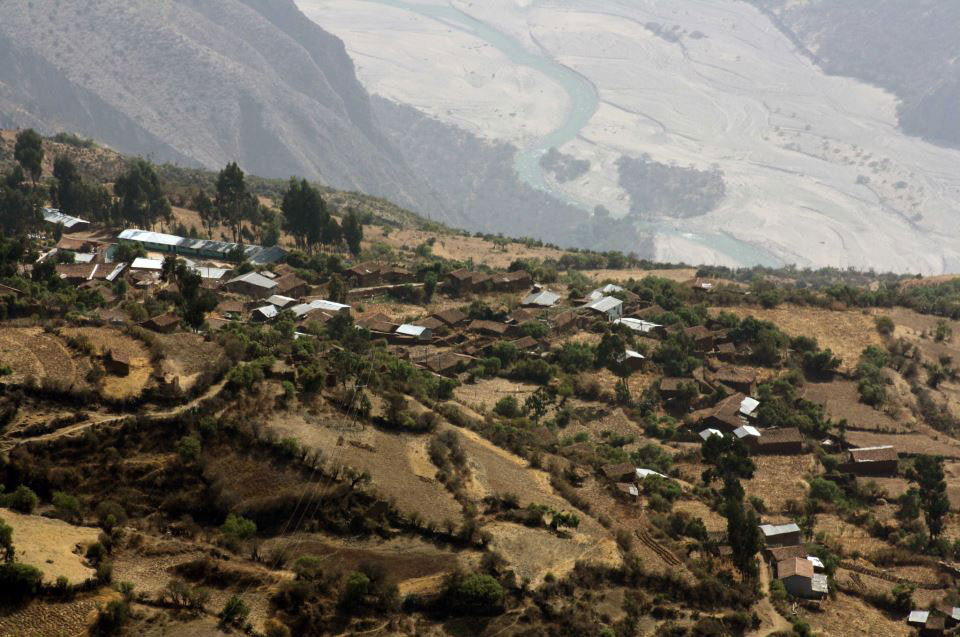
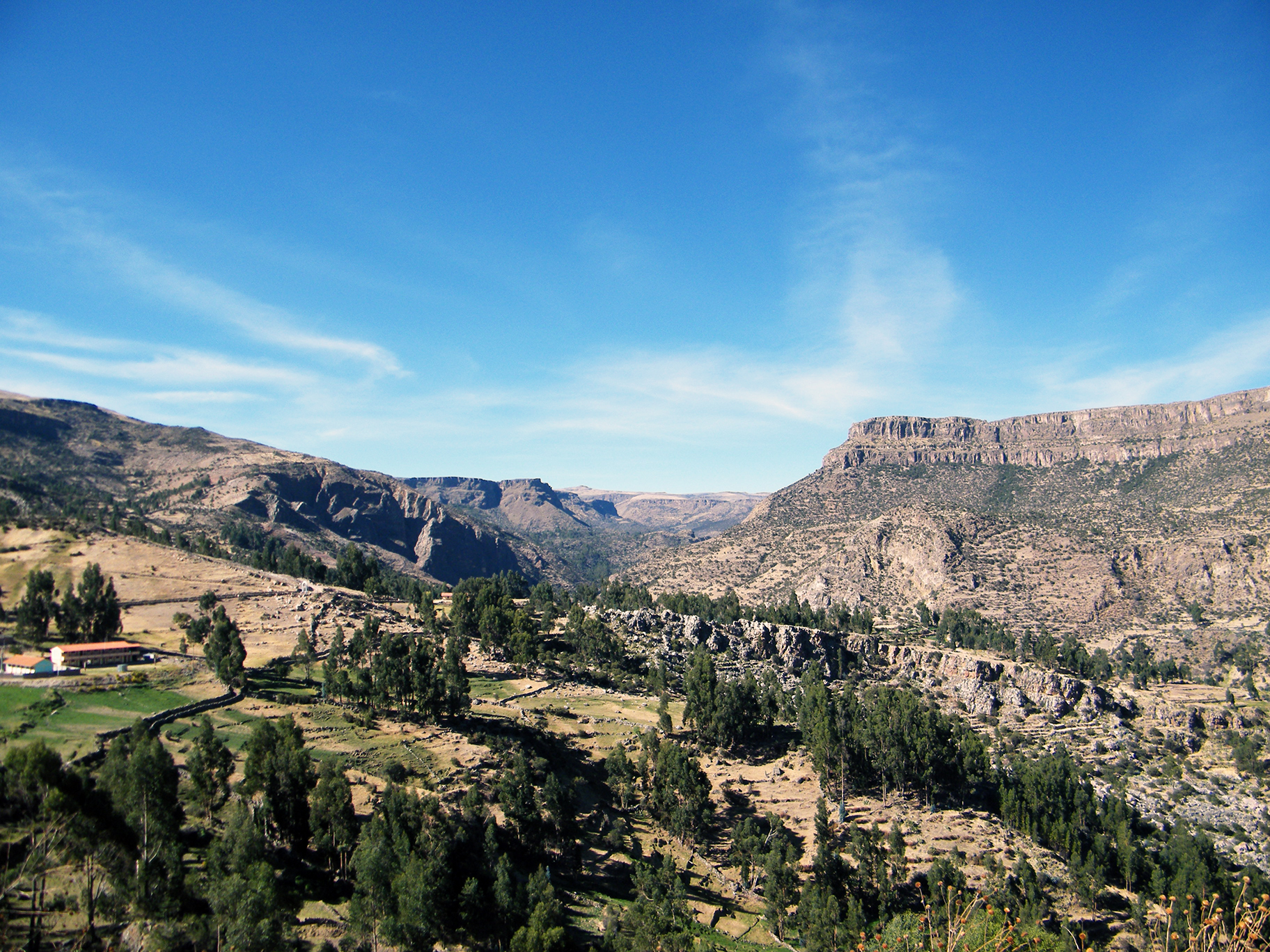
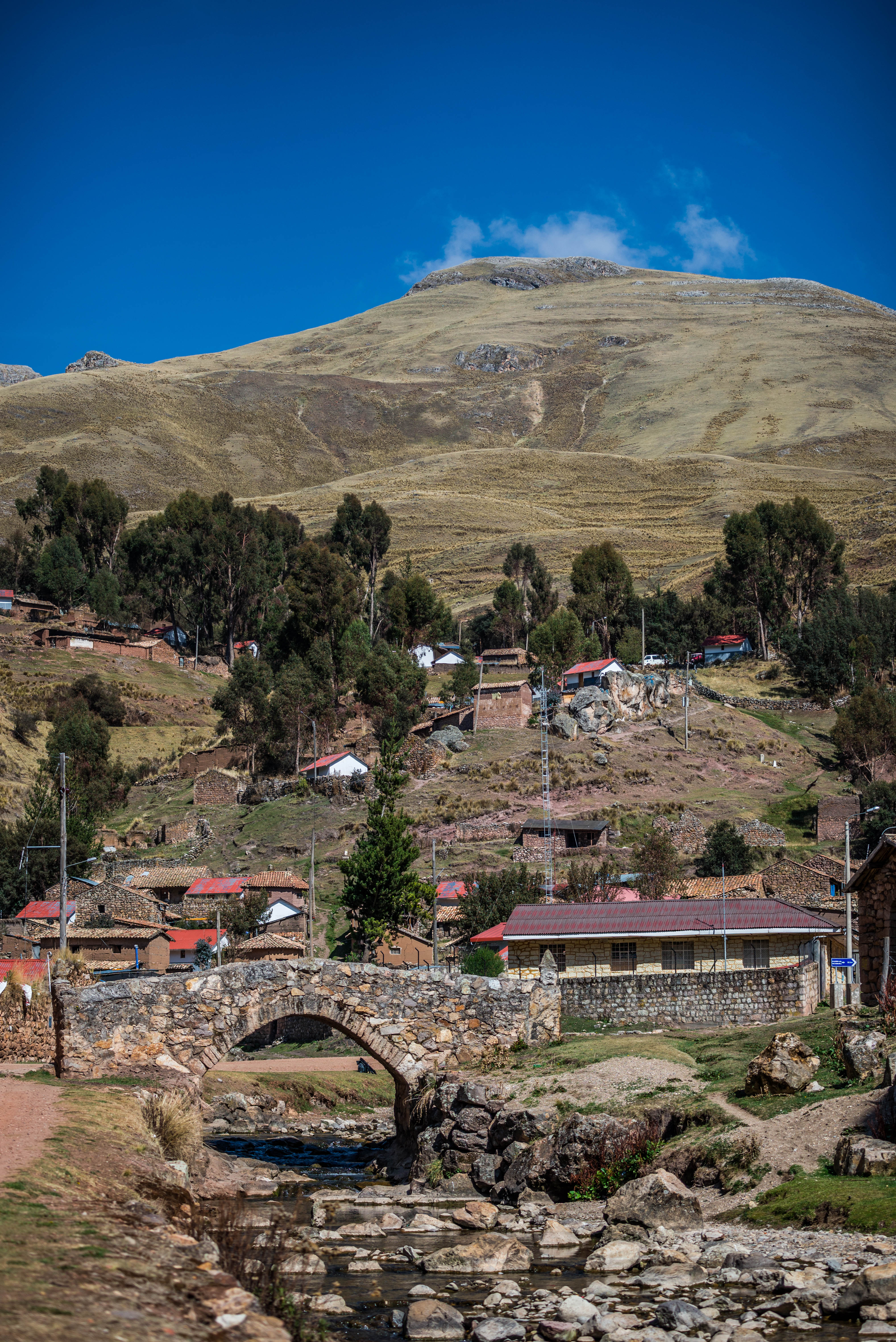
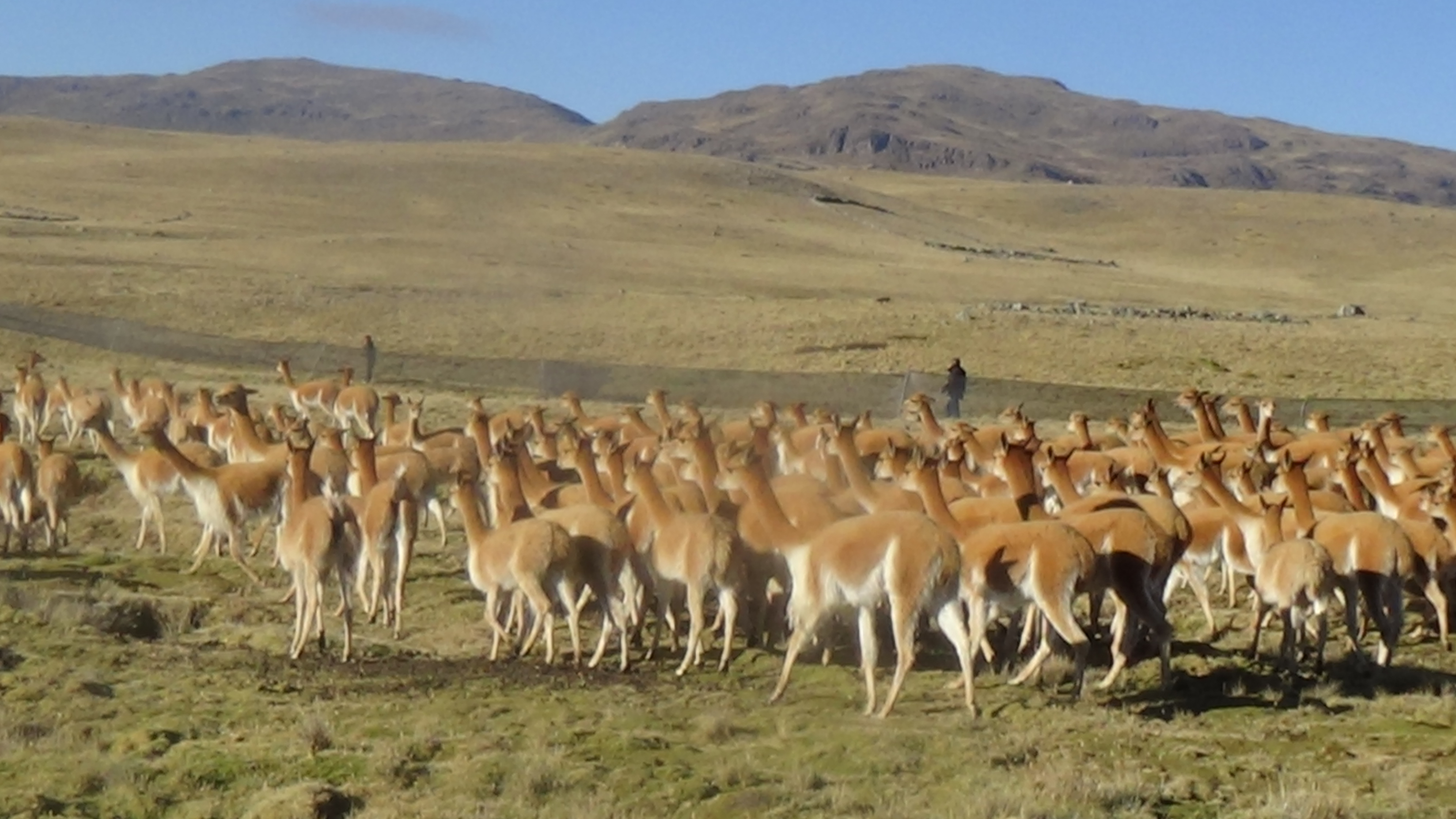
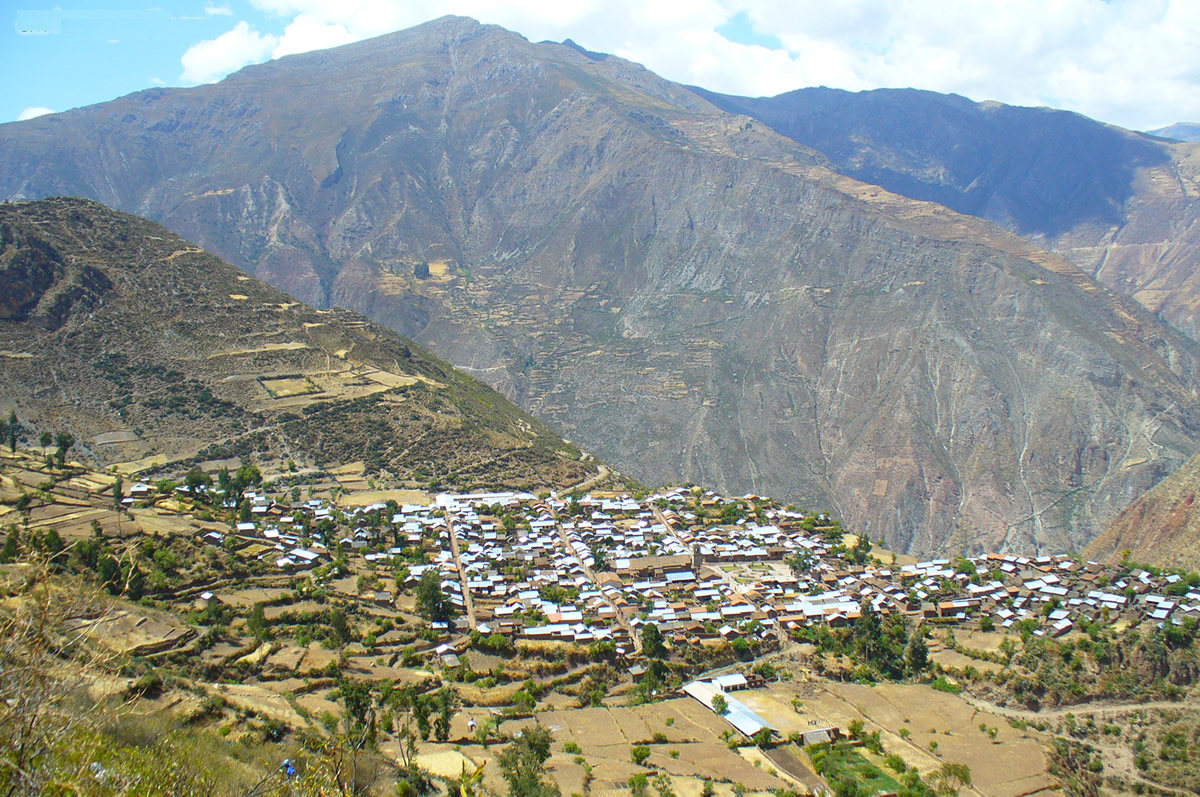